# Куэнка, Луис Альберто де
Лу́ис Альбе́рто де Куэ́нка (исп.  Luis Alberto de Cuenca; род. 29 декабря 1950, Мадрид) — испанский поэт, филолог, переводчик.

## Биография
Учился на юридическом факультете университета Комплутенсе. Получил степень лиценциата по филологии в Мадридском автономном университете (1973), доктор классической филологии (1976). Был директором Института филологии Высшего Совета научных исследований, директором Национальной библиотеки Испании, государственным секретарем в правительстве Хосе Марии Аснара.

## Творчество
Один из наиболее оригинальных и значительных поэтов своего поколения. Автор трудов по истории литературы, составитель нескольких репрезентативных антологий новейшей испанской лирики. Переводил греческих и латинских поэтов (Гомер, Еврипид, Вергилий, Каллимах, Аполлоний Родосский, Филострат Старший), средневековую словесность (Гальфрид Монмутский, Жофре Рюдель, Кретьен де Труа, Рамон Льюль), английскую и французскую литературу (Хорас Уолпол, Вилье де Лиль Адан). Автор текстов для рок-группы Orquesta Mondragón.

## Книги

### Поэзия
- Los retratos (1971)
- Elsinore (1972)
- Scholia (1978)
- Necrofilia (1983)
- Breviora (1984)
- La caja de plata (1985, premio de la Crítica)
- Seis poemas de amor (1986)
- El otro sueño (1987)
- Nausícaa (1991)
- El héroe y sus máscaras (1991)
- Willendorf (1992)
- El hacha y la rosa (1993)
- El desayuno y otros poemas (1993)
- Los gigantes de hielo (1994)
- Animales domésticos (1995)
- Tres poemas (1996)
- Por fuertes y fronteras (1996)
- El bosque y otros poemas (1997)
- En el país de las maravillas (1997)
- Alicia (1999)
- Insomnios (2000)
- Sin miedo ni esperanza (2002)
- El puente de la espada: poemas inéditos (2003)
- Diez poemas y cinco prosas (2004)
- Ahora y siempre (2004)
- La vida en llamas (2006, premio Ciudad de Melilla)
- a quemarropa (2006)
- El reino blanco (2010)

### Эссе
- Necesidad del mito (1976, переиз. 2008)
- Museo (1978)
- El héroe y sus máscaras (1991)
- Etcétera (1993)
- Bazar (1995)
- Álbum de lecturas (1996)
- Señales de humo (1999)
- Baldosas amarillas (2001)
- De Gilgamés a Francisco Nieva (2005)
- Adrián Díaz Arteche y la búsqueda del balsamo encantado (2005)
- Fernando Albor Estalayo y las técnicas de búsqueda y uso de la información (2008)

## Публикации на русском языке
- Стихотворения в переводе Вл. Петрова (рус.)

## Признание
Национальная премия за перевод (1987).